# Acanthinus subtropicus
Acanthinus subtropicus es una especie de coleóptero de la familia Anthicidae.

## Distribución geográfica
Habita en Texas (Estados Unidos).